# Cala d'en Trons
La cala d'en Trons, o caleta d'en Trons, és una platja del municipi de Lloret de Mar (Selva), situada a la urbanització la Montgoda, entre les platges de Lloret i de Canyelles. Està delimitada per la punta des Capdells, a llevant, i per la punta Roja, a ponent. Orientada al sud-sud-est, té forma de mitja lluna, encaixada entre penya-segats. Té una longitud de 56 m i una amplada mitjana de 15 m, formada per sorra de gra gruixut, amb algunes pedres grans; el pendent d'entrada a l'aigua és una mica pronunciat, i el fons marí és rocallós, encara que a la part esquerra hi ha una llengua de sorra que facilita l'entrada al mar. No disposa de cap tipus de servei.
S'hi accedeix pel camí de ronda, des de sa Caleta, a uns 20 minuts a peu, o aparcant el cotxe a la urbanització la Montgoda, a uns 300 metres de l'entrada de la cala.